# بلویانیس
بلویانیس (به مجاری:  Beloiannisz) یک شهرداری در مجارستان است که در ناحیه دونااوی‌واروش واقع شده‌است. بلویانیس ۴٫۵۴ کیلومتر مربع مساحت و ۱٬۲۰۷ نفر جمعیت دارد.